# Длутувек
Длутувек (пол. Dłutówek) — село в Польщі, у гміні Длутув Паб'яницького повіту Лодзинського воєводства.
Населення — 192 особи (2011).
У 1975-1998 роках село належало до Пйотрковського воєводства.

## Демографія
Демографічна структура станом на 31 березня 2011 року:
|          | Загалом | Допрацездатний вік | Працездатний вік | Постпрацездатний вік |
| -------- | ------- | ------------------ | ---------------- | -------------------- |
| Чоловіки | 99      | 13                 | 75               | 11                   |
| Жінки    | 93      | 12                 | 53               | 28                   |
| Разом    | 192     | 25                 | 128              | 39                   |